# Anatolie Nikolaesh
Bản mẫu:Eastern Slavic name
Anatolie Valeryevich Nikolaesh (tiếng Nga: Анатолие Валерьевич Николаеш; sinh ngày 17 tháng 4 năm 1996) là một cầu thủ bóng đá người Nga gốc Moldova, thi đấu cho Vitória Guimarães B.

## Sự nghiệp câu lạc bộ
Anh có màn ra mắt tại LigaPro cho Vitória Guimarães B vào ngày 19 tháng 8 năm 2017 trong trận đấu trước Sporting Covilhã và bị đuổi khỏi sân ngay đầu hiệp hai half.

## Quốc tế
Anh giành chức vô địch tại Giải vô địch bóng đá U-17 châu Âu 2013 cùng với Đội tuyển bóng đá U-17 quốc gia Nga và tham dự Giải vô địch bóng đá U-17 thế giới 2013.